# WSE Trophy 2024-2025
Navigation
WSE Trophy 2025-2026
La WSE Trophy 2024-2025 est la 1re édition de la troisième plus importante compétition de clubs européens de rink hockey organisée par la World Skate Europe.

## Format
Le format de cette compétition est le suivant:
- Tour préliminaire : 2 matchs en aller-retour
- Quarts de finale : 4 matchs en aller-retour
- Phase finale à 4 clubs

|                               | Équipes qualifiées auparavant      | Équipes entrant en lice             |
| ----------------------------- | ---------------------------------- | ----------------------------------- |
| Tour préliminaire (4 équipes) | -                                  | - 4 équipes                         |
| Quarts de finale (8 équipes)  | - 2 qualifiés du tour préliminaire | - 4 équipes - 4e du groupe Q1 et Q3 |
| Phase finale (4 équipes)      | - 4 qualifiés des quarts de finale | -                                   |

## Participants
Un total de 10 clubs participent à la compétition :
```
- 4 clubs du tour préliminaire
- 4 clubs qualifiés directement
- 2 clubs sortis de la ligue des champions
```

| Espagne                                                              | Portugal         | Italie           | France           | Suisse           | Allemagne                     | Angleterre       |
| Quarts de finale                                                     | Quarts de finale | Quarts de finale | Quarts de finale | Quarts de finale | Quarts de finale              | Quarts de finale |
| -------------------------------------------------------------------- | ---------------- | ---------------- | ---------------- | ---------------- | ----------------------------- | ---------------- |
| PAS Alcoi                                                            |                  |                  | US Coutras       | RC Biasca        | RESG Walsum                   |                  |
| Clubs classés 4e de la phase de qualification en Ligue des champions |                  |                  |                  |                  |                               |                  |
|                                                                      |                  | Follonica Hockey |                  | RHC Diessbach    |                               |                  |
| Tour préliminaire                                                    |                  |                  |                  |                  |                               |                  |
|                                                                      |                  |                  | CP Roubaix       | SC Thunerstern   | RSC Cronenberg TuS Düsseldorf |                  |

## Phase éliminatoire

### Tour préliminaire
Le tirage au sort a lieu le 8 aout 2024. Les matchs aller se déroulent le 30 novembre, et les matchs retour le 14 décembre. Les deux vainqueurs sont qualifiés pour les quarts de finale. 
| Équipe 1       | Score  | Équipe 2       | Aller | Retour | N°   |
| -------------- | ------ | -------------- | ----- | ------ | ---- |
| CP Roubaix     | 13 - 6 | TuS Düsseldorf | 8 - 4 | 5 - 2  | PRE1 |
| RSC Cronenberg | 7 - 3  | SC Thunerstern | 5 - 3 | 2 - 0  | PRE2 |

### Quarts de finale
Les vainqueurs sont qualifiés pour la finale à quatre qui se déroule chez l'un des vainqueurs. 
 Les matchs aller se déroulent le 8 février, et les matchs retour le 1er mars.
| Équipe 1         | Score  | Équipe 2       | Aller  | Retour | N°  |
| ---------------- | ------ | -------------- | ------ | ------ | --- |
| RHC Diessbach    | 2 - 4  | PAS Alcoi      | 2 - 2  | 0 - 2  | QF1 |
| RC Biasca        | 10 - 7 | RESG Walsum    | 5 - 2  | 5 - 5  | QF2 |
| CP Roubaix       | 11- 16 | US Coutras     | 8 - 5  | 3 - 11 | QF3 |
| Follonica Hockey | 18 - 3 | RSC Cronenberg | 11 - 0 | 7 - 3  | QF4 |

## Phase finale
La Phase finale (Final Four) se déroule au António Armeni ("il Capannino") à Follonica. Les rencontres ont lieu du 5 avril au 6 avril:
|  | Demi-finales     | Demi-finales     | Demi-finales | Demi-finales |           |           | Finale       | Finale       | Finale       | Finale       |
|  |                  |                  |              |              |           |           |              |              |              |              |
|  | 5 avril 2025     | 5 avril 2025     | 5 avril 2025 | 5 avril 2025 |           |           | 6 avril 2025 | 6 avril 2025 | 6 avril 2025 | 6 avril 2025 |
|  | Follonica Hockey | Follonica Hockey | 6 ap (1)     | 6 ap (1)     |           |           | 6 avril 2025 | 6 avril 2025 | 6 avril 2025 | 6 avril 2025 |
|  | Follonica Hockey | Follonica Hockey | 6 ap (1)     | 6 ap (1)     |           |           | 6 avril 2025 | 6 avril 2025 | 6 avril 2025 | 6 avril 2025 |
|  | PAS Alcoi        | PAS Alcoi        | 6 tab(2)     | 6 tab(2)     |           |           | 6 avril 2025 | 6 avril 2025 | 6 avril 2025 | 6 avril 2025 |
|  | PAS Alcoi        | PAS Alcoi        | 6 tab(2)     | 6 tab(2)     | PAS Alcoi | PAS Alcoi | 4            | 4            |              |              |
|  | 5 avril 2025     |                  |              |              | PAS Alcoi | PAS Alcoi | 4            | 4            |              |              |
|  |                  |                  | US Coutras   | US Coutras   | 2         | 2         |              |              |              |              |
|  | RC Biasca        | RC Biasca        | US Coutras   | US Coutras   | 2         | 2         | 0            | 0            |              |              |
|  | RC Biasca        | RC Biasca        |              |              |           |           |              | 0            |              |              |
|  | US Coutras       | US Coutras       | 2            | 2            |           |           |              |              |              |              |
|  | US Coutras       | US Coutras       | 2            | 2            |           |           |              |              |              |              |

### Demi-finale
| 5 avril 2025 | Follonica Hockey | 6 - 6 ap 1 - 2 tab | PAS Alcoi | António Armeni ("il Capannino") |  |
|              |                  |                    |           |                                 |  |
|              | Rapport          |                    |           |                                 |  |

| 5 avril 2025 | RC Biasca | 0 - 2 | US Coutras | António Armeni ("il Capannino") |  |
|              |           |       |            |                                 |  |
|              | Rapport   |       |            |                                 |  |

### Finale
| 6 avril 2025 | PAS Alcoi                                        | 4 - 2 | US Coutras                     | António Armeni ("il Capannino") |  |
|              | Gonzalo Pérez · Franco Ceschin · Ferran Formatjé |       | Lucas Chirino · Joaquín Vargas |                                 |  |
|              | Rapport                                          |       |                                |                                 |  |